# Franco Evangelisti (politico)
Franco Evangelisti (Alatri, 10 febbraio 1923 – Roma, 11 novembre 1993) è stato un politico e dirigente sportivo italiano.
In ambito di dirigenza sportiva è stato presidente della A.S. Roma dal 1965 al 1968, la quale, salvata dal fallimento, fu trasformata in società per Azioni, mentre in ambito politico è stato parlamentare italiano dal 1963 al 1992, prima alla Camera dei deputati (1963-1983) e poi al Senato della Repubblica (1983-1992), sottosegretario di Stato alla Presidenza del Consiglio dei ministri con le funzioni di Segretario del Consiglio dei Ministri nei governi Andreotti I, II, III, IV e V (1972-1973; 1976-1979) e ministro della marina mercantile nel primo governo Cossiga (1979-1980).

## Biografia
Giornalista, fratello di Gilberto che fu un noto giornalista sportivo della Rai, dopo una breve militanza giovanile nel Partito Repubblicano Italiano, fu sindaco di Alatri con il suo partito, la Democrazia Cristiana, per un breve periodo tra il 1964 e il 1965.
Venne eletto alla Camera dei deputati ininterrottamente dalla IV all'VIII legislatura, poi al Senato della Repubblica nella IX e nella X legislatura. È ricordato per la sua lunghissima stagione politica accanto a Giulio Andreotti (fu per quasi mezzo secolo il suo più fedele sostenitore) di cui rappresentò per decenni una sorta di "braccio destro" e fu lui a coniare il nome Primavera per la corrente andreottiana, mutuandolo dal calcio.

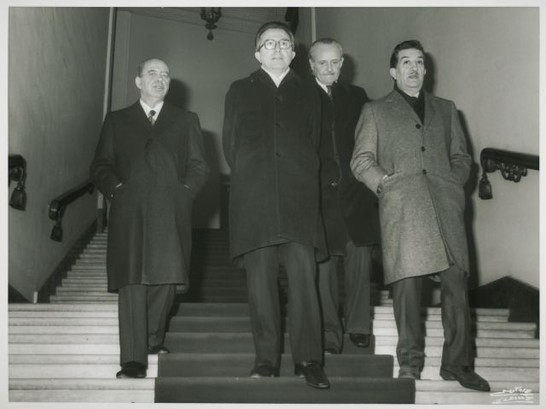
Evangelisti assieme ad Alessandro Natta, Giulio Andreotti e Tommaso Morlino che vengono ricevuti dall'allora Presidente della Camera Pietro Ingrao

Fu nominato sottosegretario di Stato al Ministero del turismo e dello spettacolo nel secondo governo Rumor e venne riconfermato nell'incarico nel successivo governo e nel governo Colombo. Ricoprì l'incarico di Sottosegretario alla Presidenza del Consiglio nei successivi governi guidati da Giulio Andreotti; dal 1976 con funzione di Segretario.
Fu quindi Ministro della marina mercantile nel primo governo Cossiga dal 4 agosto 1979 al 4 marzo 1980: si dimise da quest'ultimo incarico a seguito del clamore suscitato da un'intervista da lui rilasciata a Paolo Guzzanti per La Repubblica il 28 febbraio 1980, nella quale ammetteva di aver ricevuto finanziamenti illeciti dall'imprenditore romano Gaetano Caltagirone. In quell'intervista raccontò anche di come l'imprenditore lo salutasse in principio di ogni telefonata chiedendogli «A Fra', che te serve?», frase divenuta celebre, anche per riferirsi al sistema corrotto della Prima Repubblica e di Tangentopoli.
Poco prima della sua morte, avvenuta nel 1993 a causa di una emorragia cerebrale, riferì alla magistratura di un presunto incontro segreto avvenuto fra Giulio Andreotti e il generale dei carabinieri Carlo Alberto Dalla Chiesa durante il quale i due avrebbero parlato del memoriale completo di Aldo Moro scritto da quest'ultimo durante la sua prigionia ad opera della Brigate Rosse, e contenente rivelazioni altamente compromettenti per Andreotti. Pochi mesi prima Andreotti era stato raggiunto dall'informazione di garanzia della Procura di Palermo che lo indagava per rapporti con la mafia. Alla fine di un lungo iter giudiziario la Corte di Appello di Palermo nel 2003 assolse il senatore a vita per i fatti successivi al 1980, mentre i fatti precedenti risultarono prescritti.

## Carriera sportiva
Già consigliere d'amministrazione dell'Associazione Sportiva Roma, ne fu nominato presidente nel 1965, quando la squadra era sull'orlo del fallimento: intraprese quindi un'azione di risanamento finanziario della società; per raggiungere tale obiettivo dovette vendere vari giocatori e infine trasformare la squadra in una società per azioni nel 1967. In campo calcistico, fu anche presidente dell'Associazione Sportiva Alatri, che condusse alla promozione in Serie D nel 1966. Ricoprì la carica di presidente della FPI - Federazione Pugilistica Italiana, dal 1969 al 1981.

## Curiosità
- Il personaggio di Franco Evangelisti è stato interpretato da Flavio Bucci nel film Il divo di Paolo Sorrentino (2008).